# Alix Wilton Regan
Alix Sophie Wilton Regan (nacida el 26 de enero de 1986) es una actriz británica conocida por prestar su voz a Calista en The Last Story, a Samantha Traynor en Mass Effect 3, a la Inquisidora en Dragon Age: Inquisition, a Aya en Assassin's Creed Origins y a Selemene en DOTA: Sangre de dragón.

## Primeros años
Nacida en Londres, Wilton Regan asistió a la escuela primaria L'Île aux Enfants, al Lycée Français Charles de Gaulle y a la Latymer Upper School para cursar los A-Levels. También asistió a la Sylvia Young Theatre School y a Stagecoach para tomar clases de actuación, canto y baile fuera del horario escolar
Después de graduarse, Wilton Regan se inscribió en una escuela de teatro y se convirtió en la estudiante más joven en ser admitida en Drama Studio London, acreditada por la NCDT y la CDS. Durante su formación, representó a su escuela a nivel nacional en los premios de radio Carleton Hobbs de la BBC. Fue honrada por el jurado de la BBC con dos premios de reconocimiento especial: mejor monólogo shakespeariano y mejor duólogo contemporáneo.

## Carrera

### Teatro
Tras graduarse a los 20 años, su primera aparición en el escenario fue como Hannah en la obra para dos actores Retreat, del dramaturgo James Saunders. La producción ganó un premio de Fringe Review al espectáculo teatral más destacado en el Edinburgh Fringe de 2007 y se trasladó al New End Theatre de Londres. Desde entonces, Wilton Regan ha actuado en producciones teatrales en el Teatro Haymarket, el Tricycle Theatre, el King's Head Theatre, el Arcola Theatre y el Landor Theatre. También actuó junto a Jonathan Pryce en El rey Lear, en el Teatro Almeida, en la última producción dirigida por Michael Attenborough como director artístico del teatro.

### Películas
Wilton Regan interpretó el papel principal de Mary Shelley en A Nightmare Wakes, ópera prima de la directora Nora Unkel, cuya producción concluyó en el verano de 2019. Alix coprotagonizó el largometraje La buena esposa como Susannah Castleman, hija de los personajes interpretados por Glenn Close y Jonathan Pryce, y hermana del personaje de Max Irons. La cinta fue escrita por Jane Anderson y dirigida por Björn Runge. Wilton Regan también participó en el largometraje The Isle, dirigido por Matthew Butler-Hart, junto a Conleth Hill y Alex Hassell. En abril de 2019, dirigió su primer cortometraje, She Lies Sleeping, para el 48Hr Challenge del London Sci-Fi Film Festival. Además, es directora fundadora del London On Film Festival, que se celebra en el primer cine de empresa social del Reino Unido: The Lexi Cinema, en el noroeste de Londres. También aparece como Zoe en la película británica de 2012 Life Just Is.

## Filmografía

### Películas
| Año  | Título                                  | Papel                           |
| ---- | --------------------------------------- | ------------------------------- |
| 2011 | World of the Dead: The Zombie Diaries 2 | Leeann                          |
| 2012 | Life Just Is                            | Zoe                             |
| 2013 | Real Playing Game                       | Joven Alice                     |
| 2015 | The White Room                          | Kirsty Smith                    |
| 2017 | La buena esposa                         | Susana Castleman                |
| 2019 | Rattlesnakes                            | Amelie                          |
| 2020 | A Nightmare Wakes                       | Mary Shelley                    |
| 2021 | Lockdown                                | Activista de las redes sociales |

### Televisión
| Año     | Título                       | Papel                                                  | Notas                                      |
| ------- | ---------------------------- | ------------------------------------------------------ | ------------------------------------------ |
| 2003    | Doctors                      | Annalise                                               | Episodio: "In Loco Parentis"               |
| 2003    | The Bill                     | Josie Pike                                             | 2 episodios                                |
| 2006    | Bombshell                    | Sophie Welling                                         | 3 episodios                                |
| 2007    | Casualty                     | Clare Brickell                                         | Episodio: "No Return"                      |
| 2009    | La movida                    | Michelle                                               | Episodio: "Politics"                       |
| 2010    | Come Fly with Me             | Francoise                                              | 1 episodio                                 |
| 2013–19 | The Amazing World of Gumball | Carmen Verde, Señora Hexagonal, Señora Hongo, La Luna  | 42 episodios                               |
| 2014    | Crossing Lines               | Sabina Baxendale                                       | Episodio: "The Velvet Glove"               |
| 2014    | New Tricks                   | Tessa Dugdale                                          | Episodio: "Romans Ruined"                  |
| 2015    | Obsession: Dark Desires      | Sarah Nottingham                                       | Episodio: "Cross Your Heart & Hope to Die" |
| 2017    | The Brave                    | Dra. Kimberley Wells                                   | Episodio: "Pilot"                          |
| 2021–22 | DOTA: Sangre de dragón       | Selemene, Filomena, Mylur, Sacerdotisa de Mene (voces) | 19 episodios                               |

### Videojuegos
| Año  | Título                              | Papel                                                            | Notas                  |
| ---- | ----------------------------------- | ---------------------------------------------------------------- | ---------------------- |
| 2001 | RuneScape                           | Ariane                                                           |                        |
| 2009 | Risen                               | Rachel, Martha, Sonja, Tilda                                     |                        |
| 2009 | Dragon Age: Origins                 | Ser Cauthrien, Sanga, Petra, Habren, Mhairi, Ser Tamra           | También DLC Awakening  |
| 2011 | The Last Story                      | Calista                                                          |                        |
| 2011 | Dragon Age II                       | Macha, Lilley, Templar Ruvena, Teniente Harley, Mage Sympathizer |                        |
| 2011 | Anno 2070                           | Tori Bartrok                                                     |                        |
| 2011 | Trine 2                             | Isabel                                                           |                        |
| 2012 | Deponia                             | Goal                                                             |                        |
| 2012 | Mass Effect 3                       | Samantha Traynor                                                 |                        |
| 2012 | Risen 2: Dark Waters                | Patty Steelbeard                                                 |                        |
| 2012 | Chaos on Deponia                    | Goal                                                             |                        |
| 2012 | Forza Horizon                       | Holly Cruz                                                       |                        |
| 2012 | Zombi                               | Sondra Kelley                                                    |                        |
| 2013 | Soul Sacrifice                      | Sortiara, Illecebra                                              |                        |
| 2013 | The Night of the Rabbit             | Anja Mouse, Científica Polar                                     |                        |
| 2013 | The Raven: Legacy of a Master Thief | Patricia Mayers                                                  |                        |
| 2013 | Divinity: Dragon Commander          | Lohannah                                                         |                        |
| 2013 | Goodbye Deponia                     | Goal                                                             |                        |
| 2013 | The Dark Eye: Demonicon             | Calandra                                                         |                        |
| 2014 | Divinity: Original Sin              | Voces adicionales                                                |                        |
| 2014 | Sacred 3                            | Aria                                                             |                        |
| 2014 | LittleBigPlanet 3                   | Pinky Buflooms                                                   |                        |
| 2014 | Dragon Age: Inquisition             | Inquisidora                                                      | También DLC Trespasser |
| 2015 | Guitar Hero Live                    | Voces adicionales                                                |                        |
| 2015 | Warhammer: End Times – Vermintide   | Kerillian, Waywatcher                                            |                        |
| 2016 | Deponia Doomsday                    | Goal, Future Goal, No-Future Goal, Baby Goal                     |                        |
| 2017 | Vikings: Wolves of Midgard          | Voces adicionales                                                |                        |
| 2017 | Divinity: Original Sin II           | Sebille                                                          |                        |
| 2017 | Total War: Warhammer II             | Dark Elf Dreadlord femenina                                      |                        |
| 2017 | Assassin's Creed Origins            | Aya                                                              |                        |
| 2018 | Warhammer: Vermintide 2             | Kerillian                                                        |                        |
| 2019 | Ghost Recon Breakpoint              | Nómada femenina                                                  |                        |
| 2020 | Wolcen: Lords of Mayhem             | Valeria                                                          |                        |
| 2020 | Amnesia: Rebirth                    | Anastasie "Tasi" Trianon                                         |                        |
| 2020 | Cyberpunk 2077                      | Alt Cunningham                                                   |                        |
| 2020 | Medal of Honor: Above and Beyond    | Juliette                                                         |                        |
| 2021 | Biomutant                           | Light Aura                                                       |                        |
| 2021 | Sherlock Holmes Chapter One         | Voces adicionales                                                |                        |
| 2022 | CrossfireX                          | Veŕonique Fontaine                                               |                        |
| 2022 | Return to Monkey Island             | Madison                                                          |                        |
| 2022 | Warhammer 40,000: Darktide          | Capitán traidor                                                  |                        |
| 2023 | Cyberpunk 2077: Phantom Liberty     | Alt Cunningham                                                   |                        |
| 2024 | The Elder Scrolls Online: Gold Road | Ithelia                                                          |                        |
| 2024 | Tales of Kenzera: Zau               |                                                                  | Productora ejecutiva   |
| 2024 | Dragon Age: The Veilguard           | Inquisidora                                                      |                        |
| TBA  | Perfect Dark                        | Joanna Dark                                                      |                        |